# Austroeupatorium
Austroeupatorium es un género de plantas perteneciente a la familia Asteraceae. Comprende 20 especies descritas y de estas solo 8  aceptadas.

## Descripción
Las plantas de este género solo tienen disco (sin rayos florales) y los pétalos son de color blanco, ligeramente amarillento blanco, rosa o morado (nunca de un completo color amarillo).

## Taxonomía
El género fue descrito por R.M.King & H.Rob. y publicado en Phytologia 19: 433. 1970. La especie tipo es: Eupatorium inulifolium Kunth. = Austroeupatorium inulifolium (Kunth) R.M.King & H.Rob.	

## Especies aceptadas
A continuación se brinda un listado de las especies del género Austroeupatorium aceptadas hasta junio de 2012, ordenadas alfabéticamente. Para cada una se indica el nombre binomial seguido del autor, abreviado según las convenciones y usos.
- Austroeupatorium chaparense (B.L.Rob.) R.M.King & H.Rob.
- Austroeupatorium decemflorum (DC.) R.M.King & H.Rob.
- Austroeupatorium inulifolium (Kunth) R.M.King & H.Rob.
- Austroeupatorium morii R.M.King & H.Rob.
- Austroeupatorium neglectum (B.L.Rob.) R.M.King & H.Rob.
- Austroeupatorium paulinum (DC.) R.M.King & H.Rob.
- Austroeupatorium petrophilum (B.L.Rob.) R.M.King & H.Rob.
- Austroeupatorium silphiifolium (Mart.) R.M.King & H.Rob.